# فری لیندکوئیست
فِـرِی لیندکوئیست (سوئدی: Frej Lindqvist؛ زادهٔ ۱۳ اکتبر ۱۹۳۷) بازیگر سوئدی‌زبان فنلاندی-سوئدی است.
از فیلم‌ها یا مجموعه‌های تلویزیونی که او در آن‌ها نقش داشته‌است، می‌توان به داستان تراژدیک هملت - شاهزادهٔ دانمارک اشاره کرد.